# Vaccinrevolte
De Vaccinrevolte (Portugees: Revolta da Vacina), was een gebeurtenis in de Geschiedenis van Brazilië die zich van 10 tot 16 november 1904 plaatsvond in de hoofdstad Rio de Janeiro.

## Voorspel
De Braziliaans hoofdstad Rio de Janeiro stond aan het begin van de twintigste eeuw bekend om haar prachtige architectuur. De stad stond vol schitterende paleizen, openbare gebouwen en huizen van rijke aristocraten. De stad leed echter ook aan het feit dat een goede infrastructuur ontbrak en de stad hevig vervuild was. De sanitaire voorzieningen lieten te wensen over, de watervoorziening werkte niet adequaat en de riolering was zwaar verouderd. Deze zaken leiden ertoe dat het met de hygiëne in de hoofdstad slecht gesteld was. Ziekten als de tuberculose, mazelen en tyfus en lepra floreerden dan ook in deze onhygiënische omgeving. Sinds het einde van de negentiende eeuw werd de hoofdstad getroffen door epidemieën als gele koorts (overgedragen door vrouwelijke muskieten), pokken en de pest.
President Rodrigues Alves (1902-1906) wilde de hoofdstad moderniseren en tevens de sanitaire voorzieningen in de stad verbeteren. Hij gaf de burgemeester van Rio de Janeiro Pereira Passos en de directeur-generaal van Volksgezondheid dr. Oswaldo Cruz uitgebreide bevoegdheden om de stad te moderniseren.
Burgemeester Pereira Passos liet veel oude gebouwen en woonhuizen slopen. Ook de wijken van de arme bevolking van Rio de Janeiro werden afgebroken. Of de bewoners het nu wilden of niet, zij werden gedwongen om in de nieuwe buitenwijken van de hoofdstad te gaan wonen. Aan de bouw van nieuwe wijken voor de armen werd weinig aandacht besteed. Veel meer aandacht ging uit voor de aanleg van brede boulevards, wegen, mooie parken en nieuwe huizen voor de elite.
Dr. Oswaldo Cruz was belast met de verbetering van de hygiëne in de stad. Om die te verbeteren moesten ongedierten als muskieten en ratten, die ziekten verspreiden, zo veel mogelijk worden uitgeroeid. Dr. Cruz stelde Brigadas Mata Mosquitos (Muskieten Uitroeiingsbrigades) in die muskieten en ratten moesten uitroeien. Medewerkers van de Brigadas gingen huizen binnen en doodden de muskieten, deelden rattengif en voorschriften voor de hygiëne uit aan de bewoners. Ook werd voortaan het huisvuil in de stad op gezette tijden verzameld door vuilnismannen.

## Vaccinrevolte
Om pokkenepidemieën in de toekomst tegen te gaan wist Cruz het Nationaal Congres (Braziliaanse parlement) ervan te overtuigen de Wet voor Verplichte Vaccinatie goed te keuren. Het parlement keurde de wet op 31 oktober 1904 goed. De wet voorzag in de instelling van inentingsteams die, vergezeld door de politie, de huizen van mensen mochten binnen te dringen om hen verplicht in te enten.
De al zo door de modernisering van de hoofdstad getroffen bevolking van Rio de Janeiro, en dan met name de min of meer aan hun lot overgelaten armere bevolking, zag niets in verplichte vaccinatie. De bevolking was bang voor de risico's van vaccinatie, alsook voor het gerucht dat de inentingen bij vrouwen zouden worden toegediend in intieme lichaamsdelen.
De oppositie tegen de Wet voor Verplichte Vaccinatie richtten de Liga Tegen de Wet voor Verplichte Vaccinatie op (5 november 1904).
Op 10 november 1904 kwam de bevolking van Rio de Janeiro in opstand en plunderden winkels en openbare gebouwen, sloopten trams en wierpen bariccaden op. De opstandelingen gingen de politie met stokken, stenen en andere provisorische wapens te lijf. Op 14 november kwamen ook de kadetten van de militaire academie, de Ecola Militar de Praia Vermelha, in opstand. De regering zette het verplichte vaccinatieprogramma stil en riep de staat van beleg in Rio de Janeiro uit. Na hevige (straat)gevechten kwam er op 16 november een einde aan de opstand. Er waren 30 doden en 110 gewonden gevallen. De gevangenen werden gedeporteerd naar de grensstaat Acre.
Het verplichte vaccinatieproces werd na de onderdrukking van de opstand voortgezet. De vaccinaties zorgden ervoor dat het aantal mensen die ziek werden door pokken, gele koorts etc. drastisch afnam. De intenties van de regering om de hygiëne te verbeteren in de hoofdstad waren goed, maar de wijze waarop de hele zaak werd aangepakt liet veel te wensen over. De bevolking werd niet geïnformeerd en mensen hadden niet de keuze om de vaccinaties te weigeren.
Dr. Oswaldo Cruz werd in 1907 in Berlijn geëerd tijdens het 14de Internationale Congres voor Hygiëne en Demografie met een gouden medaille.

## Voetnoten
1. ↑  Over deze staat, die aan Bolivia grenst, waren Bolivia en Brazilië het kort tevoren eens geworden dat het tot Brazilië behoorde